# جبن (رداع)

تعديل مصدري - تعديل

حارة جبن هي إحدى حارات مدينة رداع أحد مدن محافظة البيضاء، بلغ تعداد سكانها 932 نسمة حسب تعداد اليمن لعام 2004.